# Murialdo
Murialdo est une commune italienne de la province de Savone, dans la région Ligurie.

## Administration
| Période                                  | Période | Identité | Étiquette | Qualité |
| ---------------------------------------- | ------- | -------- | --------- | ------- |
|                                          |         |          |           |         |
| Les données manquantes sont à compléter. |         |          |           |         |

### Hameaux
Colle dei Giovetti, Isolagrande, Piano, Ponte, Riofreddo, Valle

### Communes limitrophes
Calizzano, Castelnuovo di Ceva, Massimino, Millesimo, Osiglia, Perlo, Priero, Roccavignale

## Jumelages
Murialdo est jumelée avec :
- Schweich, Allemagne(1994)

## Personnalités liées
- Romano Magnaldi (1928-1945), résistant italien y est mort